# Acacia argyrodendron
Acacia argyraea — вид квіткових рослин з родини бобових, що зростає в Австралії: Північна територія, пн.-сх. Квінсленд. Зустрічається в центральному Квінсленді в басейнах річок Кейп, Саттор і Беліандо на глинистих ґрунтах у районах, де річна кількість опадів коливається від 475 до 655 мм. Утворює рідколісся як панівна (іноді єдина) деревна порода. Це дерево з твердою, борознистою корою, з філодіями від вузьколінійної до еліптичної форми, золотисто-жовтими квітками, розташованими в китицях, і з лінійними стручками завдовжки до 120 мм.

## Морфологічний опис
Це дерево, яке зазвичай виростає до 8–25 метрів і має борознисту кору від темно-сірого до чорного кольору. Його філодії шкірясті, прямовисні, від вузьколінійних до еліптичних, 80–170 × 4–13 мм, з багатьма близько паралельними жилками. Квітки розташовані в китицях завдовжки 20–60 мм на квітконосі 5–10 мм у кулястих головках діаметром ≈ 3.5 мм, у кожній головці від 12 до 20 золотисто-жовтих квіток. Цвітіння відбувається з квітня по липень. Стручки тонкі, лінійні, до 120 мм і 10–13 мм завширшки, містять широко-довгасті або еліптичні або більш-менш круглі або дископодібні тьмяно-коричневі насінини 10–13 мм завдовжки.